# Marguerite Laugier
| 1247 Memoria      | 30 agosto 1932    |
| 1426 Riviera      | 1º aprile 1937    |
| 1461 Jean-Jacques | 30 dicembre 1937  |
| 1651 Behrens      | 23 aprile 1936    |
| 1681 Steinmetz    | 23 novembre 1948  |
| 1690 Mayrhofer    | 8 novembre 1948   |
| 1730 Marceline    | 17 ottobre 1936   |
| 1755 Lorbach      | 8 novembre 1936   |
| 1884 Skip         | 2 marzo 1943      |
| 2068 Dangreen     | 8 gennaio 1948    |
| 2106 Hugo         | 21 ottobre 1936   |
| 2384 Schulhof     | 2 marzo 1943      |
| 2393 Suzuki       | 17 novembre 1955  |
| 2677 Joan         | 25 marzo 1935     |
| 3220 Murayama     | 22 novembre 1951  |
| 3568 ASCII        | 17 ottobre 1936   |
| 4649 Sumoto       | 20 dicembre 1936  |
| 4909 Couteau      | 28 settembre 1949 |
| 6887 Hasuo        | 24 novembre 1951  |
| 10449 Takuma      | 16 ottobre 1936   |
| 20959 1936 UG     | 21 ottobre 1936   |

Marguerite Laugier, all'anagrafe Lhomme Marguerite Helene Marie (Boulogne-sur-Mer, 12 settembre 1896 – Nizza, 6 ottobre 1976), è stata un'astronoma francese.
Citata come "Madame Laugier" dagli articoli di astronomia dell'epoca, lavorò dal 1930 al 1950 all'osservatorio di Nizza. A volte viene anche riportata come "M. Laugier" o, erroneamente, come "Margueritte Laugier".
Scoprì molti asteroidi e l'asteroide 1597 Laugier è stato battezzato così in suo onore.